# Campo sportivo de Borgo Maggiore
El Campo sportivo di Borgo Maggiore es un estadio de fútbol ubicado en  Borgo Maggiore, San Marino. El estadio tiene capacidad para 200 personas. Fue inaugurado en 1932 y renovado en 2004 y está equipado con Césped artificial.